# Danny Roberts
Danny Roberts (Rockmart, 19 de julho de 1977) é um ator norte-americano, conhecido por aparecer no reality show da MTV The Real World: New Orleans em 2000.